# MTV (France)
Pour les articles homonymes, voir MTV (homonymie).
MTV est une chaîne de télévision thématique française specialisé dans les séries télévisées pour adultes et adolescents, dérivée de la chaîne musicale américaine MTV, appartenant au groupe Viacom.

## Historique
MTV est lancée pour la première fois aux États-Unis le 1er août 1981 et apparaît sur les écrans français en 1988 sur le câble. Le 20 juin 2000, une déclinaison spécifique à destination du marché français voit le jour, avec des programmes sous-titrés en français.
MTV est une chaîne de culture internationale, dont les programmes sont entièrement en français depuis la rentrée 2005. Pierre angulaire du groupe Paramount Networks France, MTV L'Originale vise un public jeune et arbore une identité forte : des clips et concerts exclusifs, les plus grandes cérémonies musicales du monde, des émissions générationnelles et une sensibilisation active aux grandes causes (sida, environnement, etc.).
Le 1er janvier 2009, les chaînes MTV deviennent des exclusivités CanalSat (hors câble). MTV Base, Pulse, Idol et HD étant déjà exclusives dans ce bouquet télévisuel.
MTV +1 a été jusqu'à fin mars 2016 la version avec une heure de décalage de MTV, elle est alors disponible sur le canal 224 de Numericable, depuis mars 2016 la chaîne n'existe plus mais elle a donné sa place à Nickelodeon +1, disponible également chez d'autres opérateurs.
Depuis le 19 novembre 2019, les chaînes du groupe de ViacomCBS International Media Networks France dont J-One, les chaînes Nickelodeon et les autres chaînes MTV et MTV Hits sont désormais distribuées chez les opérateurs ADSL/Fibre, comme Free et sont diffusées depuis le 28 janvier 2020 chez Bouygues Telecom, ce qui marque la fin de l'exclusivité avec Canal+.
Depuis le 14 janvier 2020, la chaîne change de numération et se trouve sur le canal 152 des offres Canal+ .
À partir du 8 juillet 2020, la chaîne est disponible et incluse sur La TV d'Orange.

### Identité visuelle (logo)

Logo (avec le "Music Television")  du 20 juin 2000 au 1er juillet 2011.
Logo (sans le "Music Television")  du 1er juillet 2011 au 14 septembre 2021.
Logo depuis le 14 septembre 2021.
Logo alternatif depuis le 14 septembre 2021.

### Slogans
- 2005 - 2013 : « MTV, l'originale »
- 2013 - 2018 : « Plus #ÇaPique, plus c'est bon ! »
- Depuis 2018 : « Encore plus fort en émotions »

## Audience
Sur le câble et le satellite, MTV a une audience moyenne de 0,1 %.

## Programmes

### Productions
- Accès Direct
- Crispy News
- MADE
- MTV Shake Ton Booty
- MTV Select
- Mouloud TV

### Émissions
- Mon incroyable anniversaire
- Pimp My Ride
- Dismissed
- F**k You
- Jackass
- Nitro Circus
- Une famille de Rev'
- Punk'd : Stars piégées
- Les Girls de Playboy
- Le Sexe, mes parents et moi
- Making His Band
- Ma Maison de Ouf
- Liz, mode d'emploi d'une ado
- MTV Hits, diffusion de clips (durant la nuit) (retiré fin 2016)
- MTV Music, diffusion de clips (depuis mi-2016)
- Faster or Looser
- La Revanche des ex
- Kiffe Ma Mère, émission où un garçon doit passer du temps avec trois mères pour choisir avec laquelle de leur fille (ou fils, selon la version) il va sortir.
- Parental Control, émission où deux parents choisissent chacun un prétendant pour leur fille ou leur fils, ne supportant plus le conjoint de leur enfant.
- Ton Ex ou Moi, émission où deux ex se retrouvent dans un hôtel pour le weekend mais où ils sont espionnés sans le savoir par leurs conjoints actuels.
- Tila, Célib et bi, émission du type Bachelor où Tila, bisexuelle, recherche le grand amour parmi 16 garçons et 16 filles.
- Exposed, émission de speed dating où les candidats sont soumis à un détecteur de mensonges (sans le savoir).
- Ridiculous, émission montrant des scènes très drôles du net avec des célébrités différentes à chaque émission
- Ridiculous France, version française de Ridiculious
- Room Raiders, sorte de "speed dating" où les candidats choisissent leur prétendants en fonction de leur chambre qui ont été visitées juste avant la rencontre.
- Ma Life, émission sur le quotidien d'une personne dont la vie n'est pas comme celle des autres.
- 16 ans et enceinte, émission où des jeunes filles racontent les difficultés qu'elles rencontrent en tant qu'adolescentes de 16 ans enceintes.
- 17 ans et Maman, une sorte de suite de « 16 ans et enceinte », où les mêmes adolescentes racontent toujours les difficultés rencontrées, mais en tant que maman cette fois.
- Bienvenue à Jersey Shore, émission de télé réalité où 4 filles et 4 garçons cohabitent dans une villa.
- Les meilleurs vidéos du net, émission où deux animateurs présentent des vidéos du web, toutes aussi « stupides » les unes que les autres.
- Super Shore, émission de télé réalité oú les candidats cohabitent dans une villa.
- Acapulco Shore, émission de télé réalité oú les candidats cohabitent dans une villa.
- Richissitudes, émission sur des jeunes gens riches.
- Frenchie Shore, émission en France de télé réalité oú les candidats cohabitent dans une villa.

### Séries scénarisés
- Blue Mountain State
- Clone High
- Hollywood Heights
- How I Met Your Mother
- Inside Amy Schumer
- Jane the Virgin
- La vie est un zoo
- Lip Sync Battle
- Lip Sync Battle Kids : le meilleur playback
- America's Most Musical Family
- Mr. Meaty
- Skins
- Spider-Man : Les Nouvelles Aventures
- That '70s Show
- The Big Bang Theory
- The Big Lez Show
- Veronica Mars
- Code Lyoko Évolution
- Dragon Ball Z Kai
- Empire 2015
- Paradise Run
- Æon Flux
- Awkward
- Beavis et Butt-Head
- Daria
- Death Valley
- Faking It
- Finding Carter
- Massive Monster Mayhem
- Hard Times
- Idiotsitter
- Teen Wolf
- Two Broke Girls
- Une famille vraiment Loud
- Underemployed

### Cérémonies
- MTV Europe Music Awards (en direct) : le plus grand spectacle musical européen qui a lieu chaque année dans une grande ville d'Europe. La première édition, présentée par Tom Jones, s'est déroulée à Berlin le 24 novembre 1994.
- MTV Video Music Awards : la plus grande cérémonie musicale du monde. La première édition s'est déroulée en 1984 à New York et fut présentée Dan Aykroyd et Bette Midler.
- MTV Movie Awards : la cérémonie qui récompense les meilleurs films. Première diffusion : le 10 septembre 1992, enregistrée aux Walt Disney Studios à Burbank, en Californie.
- Kids' Choice Awards : la cérémonie américaine annuelle de remise de récompenses créée en 1988 et qui récompense des personnalités du monde de la télévision, du cinéma, de la musique, etc.

## Annexe